# تجارة الأسلحة في الخليج العربي
تُعد منطقةالخليج العربي من أهم المناطق التي حضيت باهتمام القوى المختلفة وأصبحت ميداناً للصراع فيما بينها وتعاقب القوى الأوروبية على الخليج العربي في الفترة ما بين 1256هـ - 1297هـ ومن ضمنها القوى البريطانية حيث وقعت بريطانيا عدت معاهادات داخلية وخارجية للسيطرة ومد النفوذ في الخليج العربي وايضاً اضعاف المقاومة العربية وقيام الاضطرابات فيما بينهم.
و بعد أن نجحت بريطانيا في النصف الثاني من القرن الثالث عشر الهجري بالقضاء على تجارة الرقيق وجدت نفسها أمام مشكلة أخرى وهي انتشار الأسلحة وتداولها بين السكان من القبائل وتزايدت حتى أصبحت سوقاً يفد إليه الكثير للتزود بالسلاح.

## العوامل التي ساعدت على ازدهار تجارة السلاح في المنطقة
الحرب الأفغانية الثالثة 1297 – 1298هـ : من نتائج قيام الحرب الأفغانية ازدياد كمية الواردات القادمة من بندر عباس ( بلدة مهمة على الساحل الفارسي عند مدخل الخليج العربي )
مؤتمر بروكسل 1308هـ : تم عقد مؤتمر في بروكسل وتوقيعة من قبل 23 ملكاً ورئيسا لمختلف الدول ومن ضمن قرارات هذا المؤتمر منع استيراد الأسلحة النارية والبارود من في مناطق تمتد غرباً إلي المحيط الأطلسي وشرقاً إلى المحيط الهندي ، فكان من الطبيعي ان تتحول تجارة السلاح إلى منطقة الخليج العربي حيث أنها خارج المنطقة المحددة حيث بدت وازدهرت في مسقط مابين 1308هـ - 1316هـ ومنها أنتقلت إلى باقي مناطق الخليج.
الأوضاع الداخلية في بلدان الخليج العربي : في الفترة أواخر القرن الثالث عشر الهجري زادت حدت الاضطرابات والحروب والمناوشات القبلية والإقليمية. داخل مناطق الخليج ونتج عنها زيادة في الأقبال على شراء الأسلحة.
شركات الأسلحة في الخليج العربي وتجارها: نشطت شركات الأسلحة في بيع الأسلحة وتوزيعها في منطقة الخليج العربي في أوائل القرن الرابع عشر الهجري وذلك بعد قرار مؤتمر بروكسل 1308هـ حيث ذهبت للبحث عن مناطق جديدة لنشر تجارتهم خوفاً من كسادها، فكانت منطقة الخليج العربي أفضل حل بسبب ما بها من اضطرابات وصراعات داخلية.

## حجم التبادل التجاري للأسلحة في الخليج العربي
تطورت تجارت الأسلحة عام بعد عام من 1297 هـ - 1333هـ واشتهرت في عدت مناطق متفرقة بدول الخليج ومنها ( مسقط – البحرين – بوشهر – قطر – الكويت ) وكانت في بدايتها على أسلحة بسيطة ثم تطورت إلى أسلحة وذخائر أكبر ومنها زادت كميات الصادرات والواردات 

## طرق تجارة السلاح البحري واتجاهاتها وأنواع الأسئلة
كان استيراد الأسلحة في أوائل القرن الرابع عشر الهجري / أواخر القرن التاسع عشر الميلادي يتم بطرق غير مباشرة عن طريق الموانئ الهندية والفارسية وشرق أفريقيا ، اما في بداية القرن العشرين قفد أصبحت الأسلحة يتم بواسطة السفن البخارية التابعة الخطوط الملاحة البحرية المختلفة، وكانوا يغيرون الطرق التي يسلكونها إلا انهم مع مرور الوقت أصبحت طرقهم أقرب للثبت وأكثر انكشافاً وكانت طرقهم في النقل تتم بواسطة المراكب الشراعية وتخبأ بسرية في بالات البضائع وصناديق الحلوى وأكياس الليمون العماني.

### أشهر البنادق والأسلحة النارية التي استوردت إلى الخليج العربي
1. بنادق ماوزر ( Mauser ) وهي بنادق بلجيكية وأمريكية تطلق النار أكثر من مرة بحشوة واحدة وهي للصيد والقنص.
2. بنادق ومسدسات مارتيني هنري( Martini Henryrifles ) وهي نوع من البنادق البريطانية وهي النموذج الأفضل الذي يصلح لاستخدام الحكومات.
3. بنادق مارتيني هندري (Martini Henry Rifles ) وهي بلجيكية الصنع تقليدية للبريطانية وأرخص ثمناً.
4. بنادق غراس ( Gras Rifles ) فرنسية الصنع عرفت محلياً باسم فرنساوي وأشتهر منها نوعين كبيرو صغير وهي أقل جودة من غيرها.

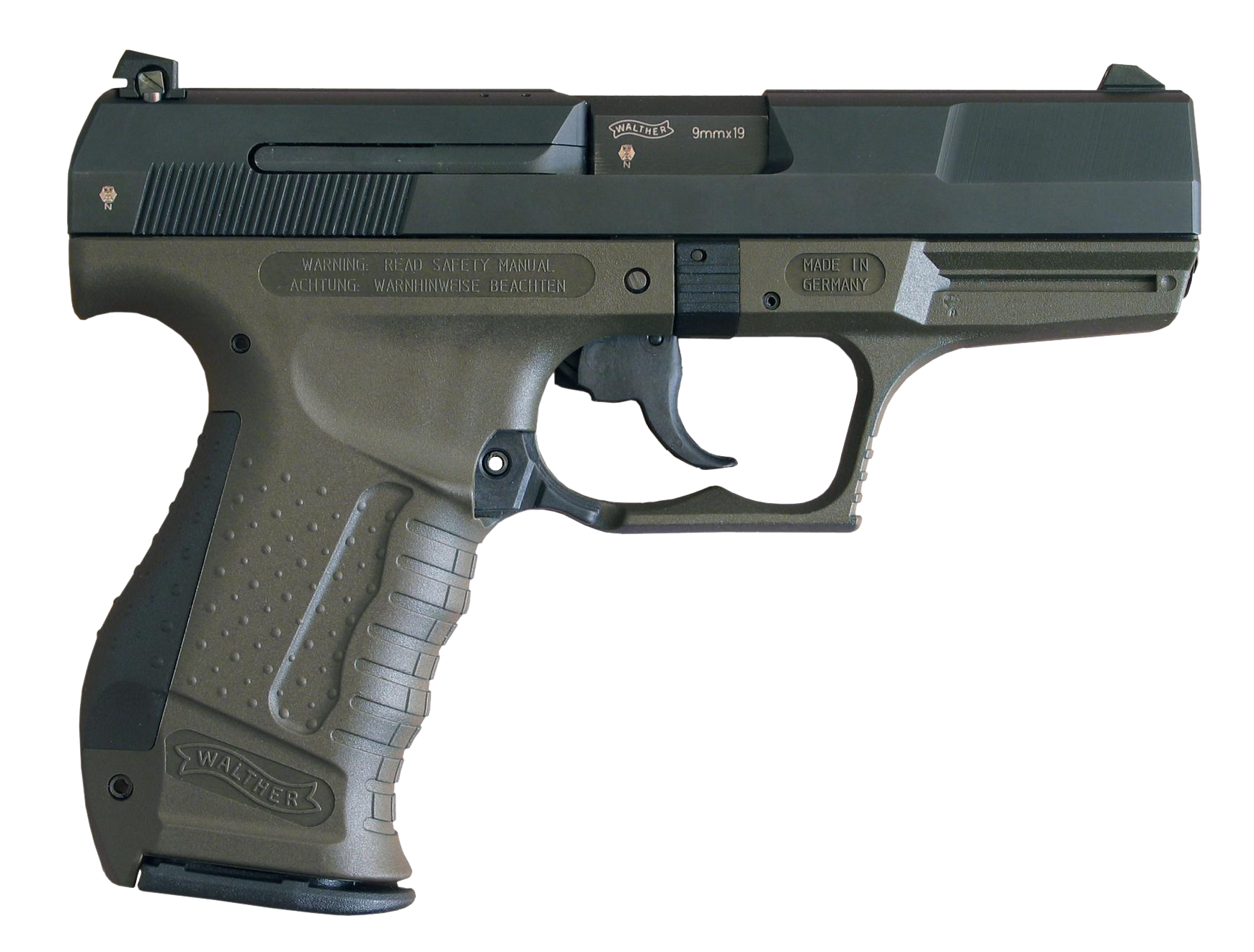
مسدس يدوي.
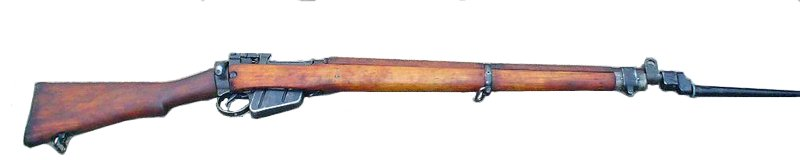
بندقية.

## إخفاق محاولات الحد من تجارة السلاح
بذلت السلطات البريطانية بالتعاون مع القوى المحلية في المنطقة عدت محاولات في سبيل القضاء على تجارة السلاح إلا ان جهودها بائت بالفشل ولم تحقق نتائج مرجوة للسيطرة على هذه التجارة فقد كانت منتشرة بين السكان بشكل كبير وساعد على ذلك عدت عوامل منها، ضعب إدارة الجمارك في بلدان الخليج وافتقارها للاستعدادات الكافية لمواجهة المقاومة التي يتعرضون لها عند مواجهة المهربين الذين يتلقون مساعدات من قبل السكان المحيليين ويتعاطفون معهم.

## وصلات خارجية
https://www.alwahamag.com/?act=artc&id=310

## انظر ايضاً
1. سلاح
2. إتجار غير مشروع بالأسلحة